# Nierybno (powiat stargardzki)
Nierybno – osada w Polsce położona w województwie zachodniopomorskim, w powiecie stargardzkim, w gminie Ińsko, 7,5 km na północny wschód od Ińska (siedziby gminy) i 43,5 km na północny wschód od Stargardu (siedziby powiatu).
W latach 1975–1998 miejscowość położona była w województwie szczecińskim.

## Geografia
Wieś w woj. zachodniopomor. (powiat stargardzki, gmina Ińsko, sołectwo Studnica na Równinie Drawskiej, — 23 mieszk. 2008 r.